# Лігота-Бяльська
Лігота-Бяльська (пол. Ligota Bialska, нім. Ellguth) — село в Польщі, у гміні Біла Прудницького повіту Опольського воєводства.
Населення — 365 осіб (2011).

## Демографія
Демографічна структура станом на 31 березня 2011 року:
|          | Загалом | Допрацездатний вік | Працездатний вік | Постпрацездатний вік |
| -------- | ------- | ------------------ | ---------------- | -------------------- |
| Чоловіки | 176     | 40                 | 116              | 20                   |
| Жінки    | 189     | 38                 | 111              | 40                   |
| Разом    | 365     | 78                 | 227              | 60                   |